# اتاق بازرگانی بین‌المللی
اتاق بازرگانی بین‌المللی (ICC) یک سازمان بین‌المللی است که هدف آن کمک به توسعه اقتصادی در سطح جهان، ترویج تجارت و سرمایه‌گذاری، بازارهای باز برای کالاها و خدمات، و حرکت آزاد سرمایه است. صدها هزار شرکت خصوصی در حدود ۱۳۰ کشور جهان عضو این نهاد هستند و کمیته‌های ملی این سازمان در ۸۶ کشور دنیا تشکیل شده‌اند. اتاق بازرگانی بین‌المللی (ICC) نماینده کسب‌وکارها در سراسر جهان است.
این سازمان در سال ۱۹۱۹ به ریاست اتین کلمنته در پاریس افتتاح شد، رئیس کنونی (۲۰۲۰) اتاق بازرگانی بین‌المللی، آجای بانگا است. اتاق بازرگانی بین‌المللی، مهم‌ترین شریک تجاری سازمان ملل متحد و آژانس‌های وابسته به آن است.
دیوان بین‌المللی داوری اتاق بازرگانی بین‌المللی نهادی وابسته به این سازمان است که برای کمک به حل و فصل اختلافات بازرگانی بین‌المللی از طریق داوری ایجاد شده است.